# Oncidium ligiae
Oncidium ligiae är en orkidéart som beskrevs av Willibald Königer. Oncidium ligiae ingår i släktet Oncidium och familjen orkidéer. Inga underarter finns listade i Catalogue of Life.